# Herman Simm
Herman Simm (* 29. Mai 1947 in Suure-Jaani) ist ein ehemaliger estnischer Regierungsbeamter. Er wurde wegen Spionage gegen die NATO im Februar 2009 zu einer langen Haftstrafe verurteilt.

## Leben
Von 2001 bis 2006 leitete er die Sicherheitsabteilung des estnischen Verteidigungsministeriums und hatte so Zugang zu geheimen Dokumenten und zu dem Verschlüsselungssystem Elcrodat, das bei der Nachrichtenübermittlung innerhalb der NATO eingesetzt wird. Ab 2006 arbeitete er als Berater im Innenministerium. Am 21. September 2008 wurde er unter dem Verdacht verhaftet, geheime Informationen an Russland weitergegeben zu haben, für dessen Geheimdienst SWR Simm gearbeitet haben soll.
Simm wurde 1995 von Waleri Senzo angeworben, der für die Einheit 33949 des SWR arbeitete. 1999 wurde Senzo des Landes verwiesen, weil der Agentenführer sein Visa nicht verlängerte und sich ohne Visum in Estland aufhielt. Ab diesem Zeitpunkt bis zu seiner Verhaftung 2008 wurde Herman von Sergei Nikolayevitch Yakovlev geführt. Yakovlev traf sich mit Herman Simm in verschiedenen Ländern.
Während dieser Zeit diente sich Simm auch erfolgreich dem deutschen Bundesnachrichtendienst (BND) an. Dort wurde der estnische Beamten mehrere Jahre lang als vertrauliche Quelle geführt, der Doppelagent sollte ausgerechnet über russische Aktivitäten im Baltikum sowie kriminelle Strukturen berichten. Noch offen ist, ob Simm dem BND dabei in russischem Auftrag Falschinformationen unterschob.
Am 25. Februar 2009 bekannte sich Simm vor dem Landgericht Harju schuldig. Er wurde zu zwölfeinhalb Jahren Haft sowie zur Zahlung von umgerechnet 1,28 Millionen Euro Schadensersatz verurteilt. Am 23. Dezember 2019 wurde er vorzeitig auf Bewährung aus der Haft entlassen.